# Ron Winter
Ronald J. Winter est un arbitre américain de football américain évoluant en National Football League.

## Carrière d'arbitre

### Professionnel
Winter est engagé en NFL en 1995 comme arbitre de ligne, portant le numéro #82. Il est promu arbitre principal après Dale Hamer est retourné au poste d'arbitre de ligne faciale et Gary Lane a retrouvé son poste d'arbitre latéral. Il reçoit le numéro #14.
Il est au centre d'une polémique lors de son premier match de play-offs en 2002 lors du match entre les Giants de New York et les 49ers de San Francisco où de nombreuses erreurs des arbitres de ce match notamment sur l'éligibilité d'un safety placé au poste de wide receiver qui fut discuté. Ce match devint électrique après quelques incidents notamment entre Rich Seubert, le safety, et Chike Okeafor ainsi que le coup de poing de Shaun Williams, joueur de New York sur Jeremy Newberry, qui eut pour conséquence l'expulsion de celui-ci par Winter.
Le commissaire de la NFL Paul Tagliabue a décrit cette faute comme la plus décevante et qu'il y aurait des changements dans le système de positionnement des arbitres.